# Z-DNA

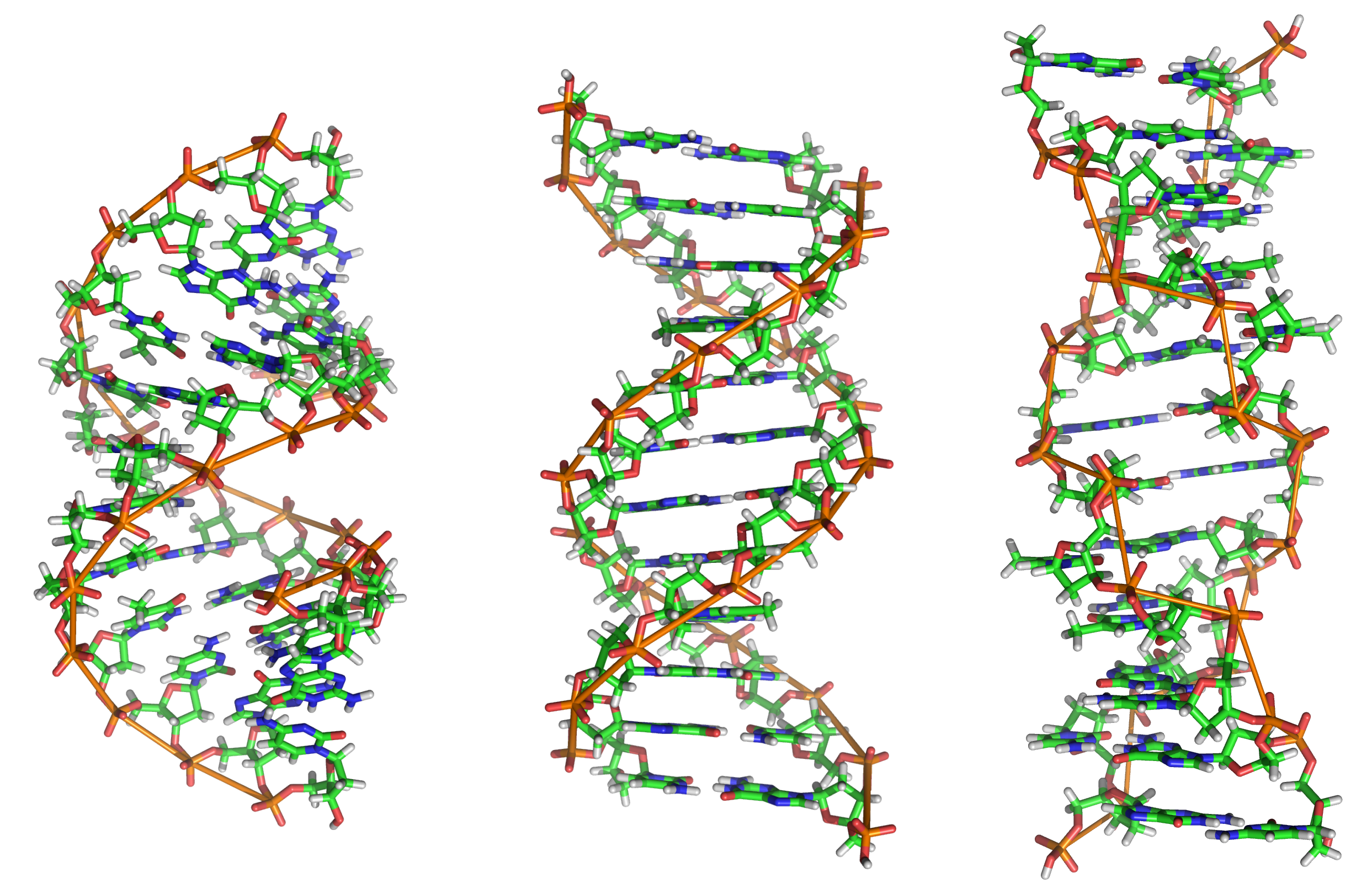
Diferentes conformações do DNA

O Z-DNA, DNA-Z, ADN-Z ou Z-ADN é uma das conformações que a estrutura de DNA pode assumir e foi descrito pela primeira vez em 1970. Ao contrário da forma B-DNA, mais comumente encontrada, o Z-DNA tem a sua torção para a esquerda a cada 12 pares de base com 18 Å de diâmetro. De um modo geral, o DNA assume essa conformação em segmentos com sequências de bases de purina-pirimidina alternadas. O Z-DNA é estabilizado em altas concentrações de sal, devido a redução das repulsões eletrostáticas entre os grupos fosfato mais próximos nas cadeias opostas (8 Å no Z-DNA versus 12 Å no B-DNA).  As funções biológicas do Z-DNA ainda são pouco conhecidas. Acredita-se que durante a transcrição, o Z-DNA possa aliviar a tensão gerada pela torção do DNA, está associado a super enrolamento negativo. Além disso, alguns carcinógenos podem modificar os nucleotídeos formando adutos que induzem a formação do Z-DNA, o que sugere que essa conformação pode ter um papel importante no câncer.

## História e estudo
O DNA canhoto foi descoberto por Robert Wells e seus colegas ao estudar um polímero formado por repetições de inosina-citosina. Eles observaram um dicroísmo circular "reverso" em tal DNA, do qual eles chegaram à conclusão correta de que suas hélices se torcem na direção da esquerda. Posteriormente, foi publicada a estrutura cristalina do Z-DNA, onde a análise de difração de raios-X revelou que este é o primeiro fragmento de DNA de cristal único (hexâmero de DNA auto-complementar d(CG)3). Descobriu-se que o Z-DNA é uma hélice dupla do DNA de duas cadeias anti-paralelas conectadas por ligações entre pares de bases nitrogenadas . Estas obras foram realizadas por Andrew Wang, Alexander Rich e sua equipe no Massachusetts Institute of Technology (Instituto de Tecnologia de Massachusetts).
Em 1970, foi demonstrado que o DNA mais comum da forma B pode se tornar na forma Z. Neste experimento, foi demonstrado que o dicroísmo circular do polímero (dG-dC) em raios ultravioleta com uma solução de 4M de NaCl mudou para o exato oposto. O fato de que durante essa transição a forma B passada para a forma Z foi confirmada pelos resultados da espectroscopia Raman. A cristalização dos Compostos B e Z-DNA, realizada em 2005, deu uma melhor compreensão do papel potencial que o Z-DNA desempenha na célula. Onde quer que haja segmentos de formas de Z-DNA, também deve haver compostos B-Z em suas extremidades conectando a forma Z com a forma B encontrada em todo o restante do genoma.
Em 2007, a versão RNA do Z-DNA, o Z-RNA, foi descrito como uma forma alternativa do A-RNA em uma hélice canhota. A transição do A-RNA para o Z-RNA, no entanto, já foi descrita em 1984.

## Estrutura

Estrutura do Z-DNA.

O Z-DNA é significativamente diferente das formas destras. O Z-DNA é canhoto e tem uma estrutura primária, repetida a cada 2 pares de bases. Existem 12 pares de bases por turno da hélice. Em contraste com o A-DNA e o B-DNA, no Z-DNA o sulco principal é pouco distinguível, o sulco menor é estreito e profundo. Em geral, a estrutura do Z-DNA é energeticamente desfavorável, embora algumas condições possam ativar sua formação, tais como: sequências alternadas de purina-pirimidina (especialmente poli(dGC)2), superenrolamento negativo de DNA, alto teor de sal e alguns cátions (todos na temperatura fisiológica de 37ºC e pH 7,3 a 7,4). O Z-DNA pode se ligar ao B-DNA em uma estrutura, levando ao deslocamento dos pares de bases (veja a figura "Endoconformação C2' e C3' de açúcares"). 

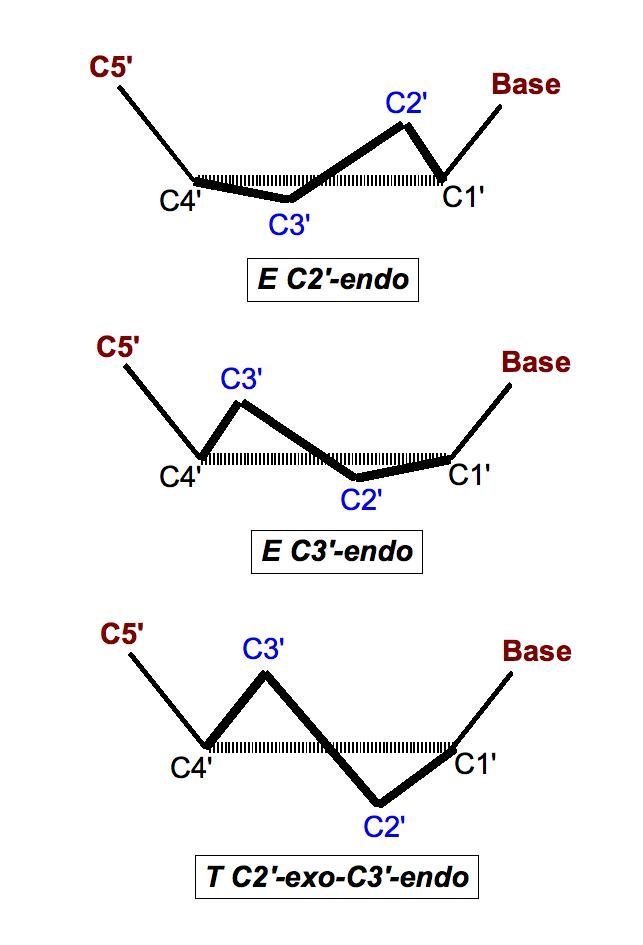
Endoconformação C2' e C3' de açúcares.

Outra característica do Z-DNA é a alternância de conformações de resíduos de nucleotídeos. A desoxicitidina está em uma conformação padrão: açúcar na endoconformação C2' (veja a figura do lado esquerdo), e a base está em anti-conformação (isto é, a base é girada na direção oposta ao grupo hidroxila no quinto átomo de carbono; nesta posição estão as bases na cadeia polinucleotídica). Em desoxiguanosina açúcar está em endoconformação C3', e tem uma base extremamente atípica syn-conformação.
O empilhamento de bases no Z-DNA tem novas propriedades inerentes apenas a esta forma. Assim, interações de empilhamento existem apenas entre os resíduos de citosina de cadeias opostas e os resíduos de guanina não interagem entre si.
Fosfatos no Z-DNA não são equivalentes entre si e são removidos a várias distâncias do eixo da hélice; para nucleotídeos de guanina, essa distância é de 0,62 nm e para nucleotídeos de citosina - 0,76 nm. Ao mesmo tempo, os açúcares vizinhos “olham” em direções opostas e, por causa disso, a linha que conecta sequencialmente átomos de fósforo em uma cadeia torna-se um ziguezague (daí o nome Z-DNA).

Os eixos das hélices de DNA A, B e Z. Conformações de açúcares e bases são indicadas para o Z-DNA.

A estrutura do Z-DNA é difícil de estudar, porque praticamente não existe na forma estável de uma dupla hélice. Em contraste, a hélice Z-DNA canhota é uma estrutura temporária que aparece como resultado da atividade biológica e desaparece rapidamente.

### Transição do B-DNA para o Z-DNA
Como já mencionado, as formas B e Z são capazes de entrar umas nas outras. Isso acontece quando a força iônica da solução ou a concentração de cátions que neutralizam a carga negativa da estrutura do fosfodiéster muda. Assim, para a transição não é necessário para o circuito de divergência, que é iniciada quebrando as ligações de hidrogênio por vários pares de bases seguido de uma guanina fixo syn-conformação, ligações de hidrogênio são restauradas e forma anti-base de pares de Watson-Crick. A região de transição se move em espiral na forma de um loop ou laço.

### Prever a estrutura do Z-DNA
Atualmente é possível prever uma sequência de DNA plausível na forma de Z-DNA. Um algoritmo para prever a propensão do DNA a se reorganizar da forma B para a forma Z, ZHunt, foi escrito em 1984 pelo Dr. P. Shing Ho, do Instituto de Tecnologia de Massachusetts. Mais tarde, este algoritmo foi desenvolvido por Tracy Camp e colegas para determinar a formação do Z-DNA em todo o genoma.
O algoritmo ZHunt está disponível em Z-Hunt online.

## Importância biológica
O DNA-Z foi encontrado em representantes de todos os três domínios da vida: archaea (particularmente em haloarreus), bactérias e eucariotos. Até agora, nenhuma função biológica clara do Z-DNA foi identificada, no entanto, acredita-se que esteja envolvida na regulação da expressão gênica no nível da transcrição. De fato, é confiável que uma sequência de dm5-dG está associada à regulação da expressão gênica em eucariotos, que está em condições fisiológicas na forma de Z-DNA. Esta regulação pode ser mediada por um superenrolamento, uma ligação ou uma proteína específica para o Z-DNA, identificado por cátions do tipo espermidina e metilação da desoxicitidina.
A suposição de que o Z-DNA fornece o superenrolamento do DNA durante a transcrição é apoiada pelo fato de que o potencial para a formação de formas Z é encontrado nos locais envolvidos na transcrição ativa. Foi mostrada uma ligação entre os locais de formação do Z-DNA nos genes do 22º cromossoma humano e os locais conhecidos para o início da transcrição.
O Z-DNA é formado após o início da transcrição. O primeiro domínio, que se liga ao Z-DNA e tem alta afinidade por ele , foi encontrado na enzima ADA (adenosina deaminase específica do RNA) (este domínio é chamado de domínio Z-alpha). Estudos de ressonância magnética nuclear de proteínas confirmaram que este domínio se liga ao Z-DNA, independentemente de sua sequência nucleotídica. Em fontes semelhantes foram encontrados em várias outras proteínas homólogas ao ADA. A identificação do domínio Z-alfa formou a base para a caracterização do Z-RNA e do composto B com o Z-DNA. Estudos mostraram que o domínio ADA que liga o Z-DNA permite que esta enzima seja localizada nos locais de transcrição ativa, onde desempenha sua função (altera a sequência do RNA recém-formado).
Em 2003, o biofísico Alexander Rich, do Instituto de Tecnologia de Massachusetts, observou que o fator de virulência de um poxvírus, chamado Vaccinia (VACV), tem uma relação ao Z-alfa que é semelhante à ligação de Z-DNA de mamíferos. Em 2005, Rich e seus colegas descobriram qual o valor do VACV para o poxvírus. Quando a expressão dos genes VACV causa um aumento de 5 a 10 vezes na transcrição de vários genes da célula hospedeira, esses genes bloqueiam a capacidade das células de se autodestruírem (apoptose) como uma reação protetora contra a infecção.
Rich sugeriu que o DNA-Z é necessário para a transcrição e o VACV estabiliza o Z-DNA, aumentando assim a expressão de genes anti-apoptóticos. Ele também apresentou a ideia de que moléculas pequenas podem se ligar ao VACV, impedindo a proteína de se combinar com o Z-DNA e, por fim, interferir na expressão de genes anti-apoptóticos. Isso pode potencialmente ser usado como base para a proteção contra a varíola causada por poxvírus.
Usando anticorpos para o Z-DNA, esta forma de DNA foi encontrada nas regiões interdígidas dos cromossomos politênicos. O fato é que os nucleossomos estão apenas no B-DNA, e a transição para a forma Z destrói a estrutura do nucleossomo e, portanto, consiste em nucleossomas da cromatina. A este respeito, assume-se que a forma Z pode desempenhar um papel regulador, especialmente porque a transição B → Z é reversível.
Foi estabelecido que o efeito tóxico do brometo de etídio nos tripanossomas está associado à transição do DNA do cinetoplasto para a forma Z. Este efeito é devido à intercalação de EtBr em DNA, devido a que o DNA perde sua estrutura nativa, se dispersa, adquirindo a forma de Z e, por causa disso, torna-se incapaz de replicação.

## Comparação de parâmetros geométricos de algumas formas de DNA

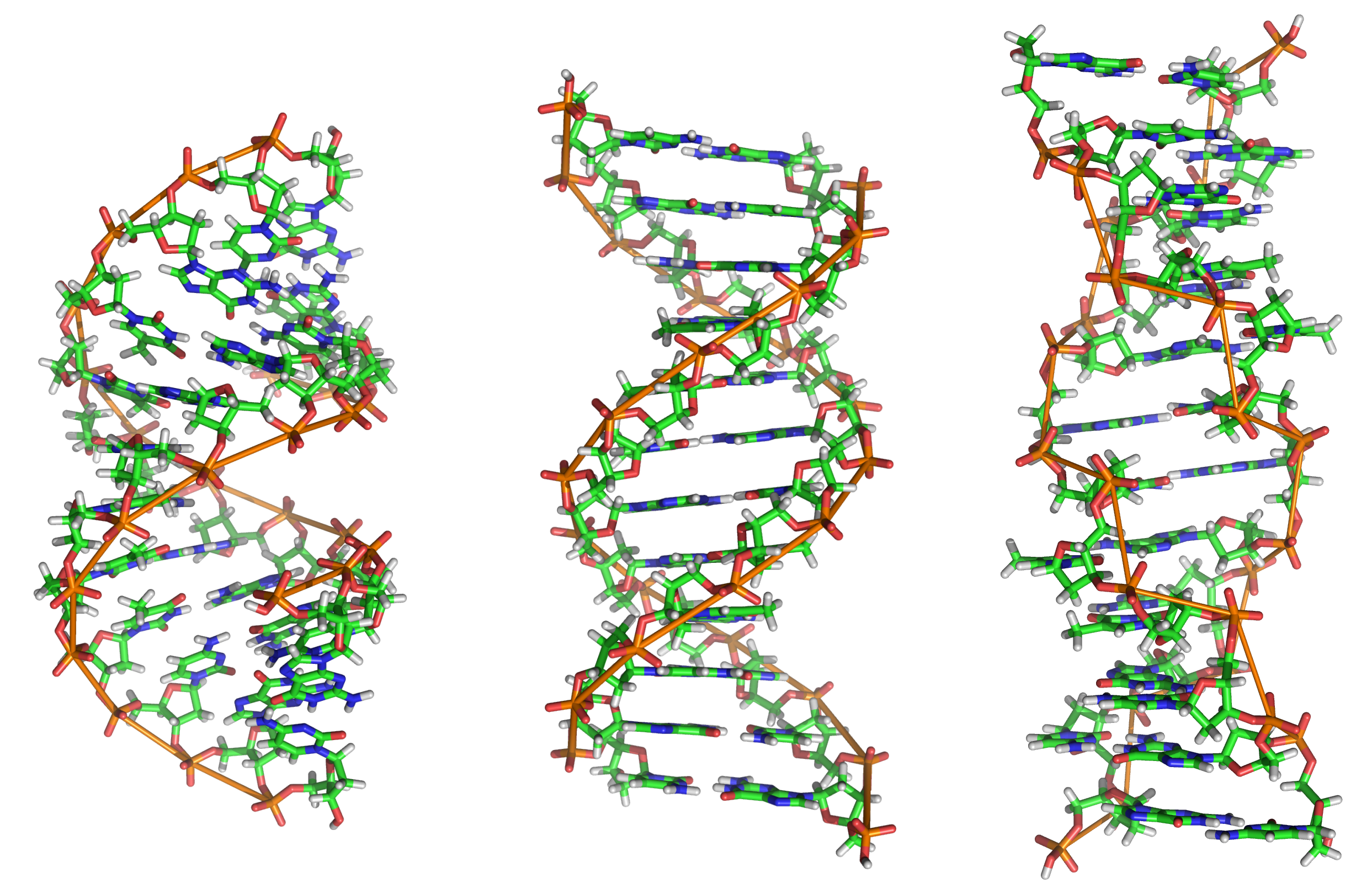
Estruturas 3D do DNA A, B e Z.

| Parâmetro                                     | Forma A          | Forma B           | Forma Z                 |
| --------------------------------------------- | ---------------- | ----------------- | ----------------------- |
| Direção                                       | direita          | direita           | esquerda                |
| Repetição da torção (em pares de bases)       | 1 par de bases   | 1 par de bases    | 2 pares de bases        |
| Rotatividade (em graus)                       | 32,7º            | 34,3º             | 30º                     |
| Pares de bases por turno                      | 11               | 10,5              | 12                      |
| Inclinação dos pares de bases                 | +19º             | -1,2º             | -9º                     |
| Subida ao longo da hélice (em pares de bases) | 2,3 Å (0,23 nm)  | 3,32 Å (0,332 nm) | 3,8 Å (0,38 nm)         |
| Uma volta da hélice                           | 28,2 Å (2,82 nm) | 33,2 Å (3,32 nm)  | 45,6 Å (4,56 nm)        |
| Torção média da hélice                        | +18º             | +16º              | 0º                      |
| Ângulo do glicosil                            | anti             | anti              | C: anti G: syn          |
| Conformação de açúcar                         | C3'-endo         | C2'-endo          | C: C2'-endo G: C3'-endo |
| Diãmetro                                      | 23 Å (2,3 nm)    | 20 Å (2,0 nm)     | 18 Å (1,8 nm)           |